# Ан Клийвс
Ан Клийвс (на английски: Ann Cleeves) е английска писателка на произведения в жанра криминален роман, трилър и документалистика. 

## Биография и творчество
Ан Клийвс е родена на 24 октомври 1954 г. в Херефордшър, Англия, в семейство на учител. Израства в Северен Девън, където учи в гимназията в Барнстъпъл. Следва английска филология в университета на Съсекс, но напуска. Работи на временни работни места, включително служител по грижи за деца (1973 – 1975), готвач в обсерваторията за наблюдение на птици на остров Феър Айл (1975 – 1976), служител на помощната брегова охрана (1977 – 1981), пробационен служител в Уирал и Чешир (1981 – 1983).
Докато работи на остров Феър Айл се среща с гостуващия орнотолог Тим Клийвс, за когото се омъжва през 1977 г. Скоро след това съпругът ѝ е назначен за надзирател на островите Хилбре, малък приливен островен природен резерват в устието на река Дий. Там те са единствените жители, без електричество или вода, а достъпът до брега е само пре отлив. Тъй като няма какво да прави там Ан Клийвс започва да пише. През 1979 г. завършва Ливърпулския университет с бакалавърска степен по английска филология.
Първият ѝ роман „A Bird In The Hand“ (Птица в ръката) от поредицата трилъри „Джордж и Моли Палмър-Джоунс“ е издаден през 1986 г. Възрастният наблюдател на птици, Джордж Палмър-Джоунс, и съпругата му Моли, се включват в разследването на убийството на орнитолога Том Френч в блато на брега на Норфолк, което трябва да разкрият преди убиецът да удари отново.
През 1987 г. Тим, Ан и двете им дъщери се преместват в Нортъмбърланд, а североизтокът ѝ носи вдъхновение за много от следващите ѝ творби.
През 1990 г. започва поредицата „Инспектор Рамзи“ с романа „A Lesson In Dying“ (Урок по умиране). В сплотено село в Нортъмбърланд е убит директорът на училището. Разследването се води от инспектор Рамзи, а собствено разследване водят училищният пазач и дъщеря му, но това води до фалшиви следи и репутацията на инспектора е заплашена.
Емблематична става поредицата ѝ „Вера Станхоуп“, която започва през 1999 г. с романа „The Crow Trap“ (Капанът на враните). В изолирана хижа в Пенините съ събират три жени, всяка със своите стремежи и тайни. Когато една от тях е открита мъртва, в съмнението за убийство се намесва неконвенционалната инспекторка Вера Станхоуп. Поредицата е екранизирана в периода 2011 – 2022 г. в успешния телевизионен сериал „Вера“ с участието на Бренда Блетин и Джон Морисън.
През есента на 2006 г. Ан и Тим най-накрая постигат желанието си да се върнат обратно на североизток. Същата година е издаден първият ѝ роман „Raven Black“ (Черен гарван) от следващата ѝ поредица „Шетланд“. На тихия и затрупан от снега остров Шетланд под яко гарвани е открито тялото на удушената тийнейджърка Катрин Рос. Полицията започва разследавне, а малката общност е в страх, че сред тях живее убиец. Романът получава престижната награда „Златен кинжал“. В периода 2013 – 2021 г. поредицата е екранизирана в едноименния хитов телевизионен сериал с участието на Дъглас Хеншал, Алисън О'Донъл и Стивън Робъртсън.
С романа „The Long Call“ (Дългото обаждане) от 2019 г. стартира поредицата ѝ „Детектив Матю Вен“. Детективът се връща в родния си град в Северен Девън със съпругата си за погребението на религиозния си баща, но се налага да остане, защото е открито тяло: мъж с татуировка на албатрос на врата, намушкан до смърт. Случаят го връща към хората и местата от неговото минало, които е искал да изостави. Книгата получава наградата „Агата“, а поредицата е екранизирана от 2021 г. в едноименния телевизионен сериал с участието на Бен Олдридж и Деклан Бенет.
Произведенията на писателката често са в списъците на бестселърите. Те са преведени на 20 езика в над 5 милиона копия по света. През 2012 г. писателката е включена в Залата на славата на наградите на Асоциацията на писателите на криминални трилъри, а през 2017 г. е удостоена с отличието „Диамантена кама“, най-високото отличие в британската криминална литература. През 2014 г. е удостоена с отличието „доктор хонорис кауза“ по литература от Университета в Съндърланд, а през 2018 г. получава почетното отличие и от университета „Робърт Гордън“ за приноса ѝ към криминалната литература. През 2022 г. е удостоена с отличието Офицер на Ордена на Британската империя за приноса ѝ в четенето и библиотечното дело.
Ан Клийвс живее в Уитли Бей.

## Произведения

### Самостоятелни романи
- The Sleeping and the Dead (2001)[1][3][4]
- Burial of Ghosts (2003)

### Серия „Джордж и Моли Палмър-Джоунс“ (George and Molly Palmer-Jones)
1. A Bird In The Hand (1986)[1][2][3]
2. Come Death and High Water (1987)
3. Murder In Paradise (1988)
4. A Prey To Murder (1989)
5. Sea Fever (1991)
6. Another Man's Poison (1992)
7. The Mill On The Shore (1994)
8. High Island Blues (1996)

### Серия „Инспектор Рамзи“ (Inspector Ramsay)
1. A Lesson In Dying (1990)[1][2][3]
2. Murder In My Backyard (1991)
3. A Day In The Death Of Dorothea Cassidy (1992)
4. Killjoy (1993)
5. The Healers (1995)
6. The Baby Snatcher (1997)

### Серия „Вера Станхоуп“ (Vera Stanhope)
1. The Crow Trap (1999)[1][2]
2. Telling Tales (2005)
3. Hidden Depths (2007)
4. Silent Voices (2011)
5. The Glass Room (2012)
6. Harbour Street (2014)
7. The Moth Catcher (2015)
8. The Seagull (2017)
9. The Darkest Evening (2020)
Най-тъмната вечер, изд.: ИК „Лабиринт“, София (2022), прев. Анелия Янева
10. The Rising Tide (2022)

### Серия „Шетланд“ (Shetland)
1. Raven Black (2006) – награда „Камата на Дънкан Лоури“ (Златен кинжал)[1][2]
2. White Nights (2008)
3. Red Bones (2009)
4. Blue Lightning (2010)
5. Dead Water (2013)
6. Thin Air (2014)
7. Cold Earth (2016)
8. Wild Fire (2018)

### Серия „Детектив Матю Вен/Две реки“ (Detective Matthew Venn)
1. The Long Call (2019) – награда „Агата“[1]
2. The Heron's Cry (2021)

- The Girls on the Shore (2022) – новела

### Сборници
- Crime Writers: A Decade of Crime (2013) – с Марк Билингам, Харлан Коубън, П. Д. Джеймс, Вал Макдърмид и Стив Мосби[1]
- Offshore (2014)
- Bloody Scotland (2017) – с Лин Андерсън, Крис Брукмайър, Дъг Джонстоун, Стюарт Макбрайд, Вал Макдърмид, Питър Мей, Дениз Мина, Крейг Робъртсън и Сара Шеридан

### Документалистика
- The Library Book (2012) – с Алън Бенет, Вал Макдърмид, Сет Годин, Сюзън Хил, Том Холанд, Луси Манган, Чайна Миевил, Кейтлин Моран, Кейт Мос, Джули Майерсън, Бали Рай, Лайънъл Шрайвър и Харди Кохли Сингх

### Екранизации
- 2013 – 2021 Shetland – тв сериал, 26 епизода
- 2021 – ? The Long Call – тв сериал, 4 епизода
- 2011 – 2022 Vera – тв сериал, 43 епизода